# Kehinde Wiley
Kehinde Wiley (narozen 28. února 1977 Los Angeles, Kalifornie) je americký malíř, který proslul svým stylem vysoce naturalistických maleb Afroameričanů a který ve svých obrazech odkazuje na díla starých mistrů. V roce 2017 byl vybrán, aby namaloval portrét tehdy již bývalého prezidenta Baracka Obamy do Národní portrétní galerie ve Washingtonu. V roce 2018 byl zařazen časopisem Time mezi 100 nejvlivnějších lidí roku.

## Biografie

### Dětství a mládí
Kehinde Wiley se narodil v roce 1977 ve městě Los Angeles. Jeho otec se do USA přistěhoval z Nigérie, matka je Afroameričanka. V dětství byl vychováván pouze svou matkou, jelikož otec se vrátil do Nigérie. Aby se vyhnul nástrahám pouličního života, zapsala ho jeho matka spolu s jeho bratrem dvojčetem na odpolední kroužky umění. V jedenácti letech dokonce strávili krátký čas na konzervatoři v Rusku, kde si Kehinde Wiley vypěstoval oblibu v portrétech. Ve dvaceti letech odletěl za svým otcem do Nigérie, aby zde načerpal vědomosti o svém africkém původu. V roce 1999 získal titul bakaláře umění na San Francisco Art Institute a o dva roky později titul magistra umění na Yaleově univerzitě. Poté se stal rezidenčním umělcem v Studio Museum v Harlemu.

### Kariéra
Wiley ve svých dílech často odkazuje na díla starých mistrů, a to zejména v pojetí postav a pózování. Ve svých variacích děl starých mistrů vytváří fúzi směrů mícháním vlivů z francouzského rokoka, islámské architektury, západoafrického textilního designu, hip hopu a bytového designu Marthy Stewartové. Obvykle vyobrazuje portrétované osoby v lehce nadživotní velikosti a v pózách vyjadřujících sílu či duchovní uvědomění.
Velmi často také vytváří variace konkrétních historických portrétů, na kterých nahrazuje původní osoby Afroameričany. Přetvořil například portréty: Napoleon překračuje Alpy (Jacques-Louis David, 1801), Le Chasseur de la Garde (Théodore Géricault, 1812) nebo Giuditta che taglia la testa a Oloferne (Caravaggio, 1599–1602). Ve svých dílech maluje osoby, které potkával na ulicích South Central v Los Angeles a v Harlemu v New Yorku.
První sólovou výstavu, s názvem Passing/Posing, měl v chicagské Rhona Hoffman Gallery v roce 2002. Od té doby již měl celou řadu vlastních výstav. Roku 2006 otevřel své studio v Pekingu v Číně, původně z důvodu nižších nákladů.
Mezi lety 2015 a 2016 byla pořádána putovní retrospektivní výstava jeho děl s názvem Kehinde Wiley: A New Republic. Mezi vystavujícími galeriemi byly: Brooklynské muzeum, Modern Art Museum of Fort Worth, Virginia Museum of Fine Arts, Seattleské umělecké muzeum, Phoenix Art Museum, Toledo Museum of Art a Oklahoma City Museum of Art.
V roce 2017 byl vybrán, aby namaloval portrét tehdy již bývalého prezidenta Baracka Obamy do Národní portrétní galerie ve Washingtonu. Byl tak prvním Afroameričanem, který namaloval oficiální památní portrét prezidenta USA.
Při návštěve Richmondu ve Virginii, se do jeho zájmu dostaly konfederační památníky, zejména umístěné na Monument Avenue. Jako odpověď na přetrvávající připomínání osobností konfederace vytvořil devítimetrovou sochu s názvem Rumors of War, znázorňující mladého Afroameričana. Socha je založená na richmondském památníku J. E. B. Stuarta, velitele konfederační armády. Socha byla slavnostně odhalena v roce 2019 na Times Square, než byla umístěna do Virginia Museum of Fine Arts.